# Academia Română

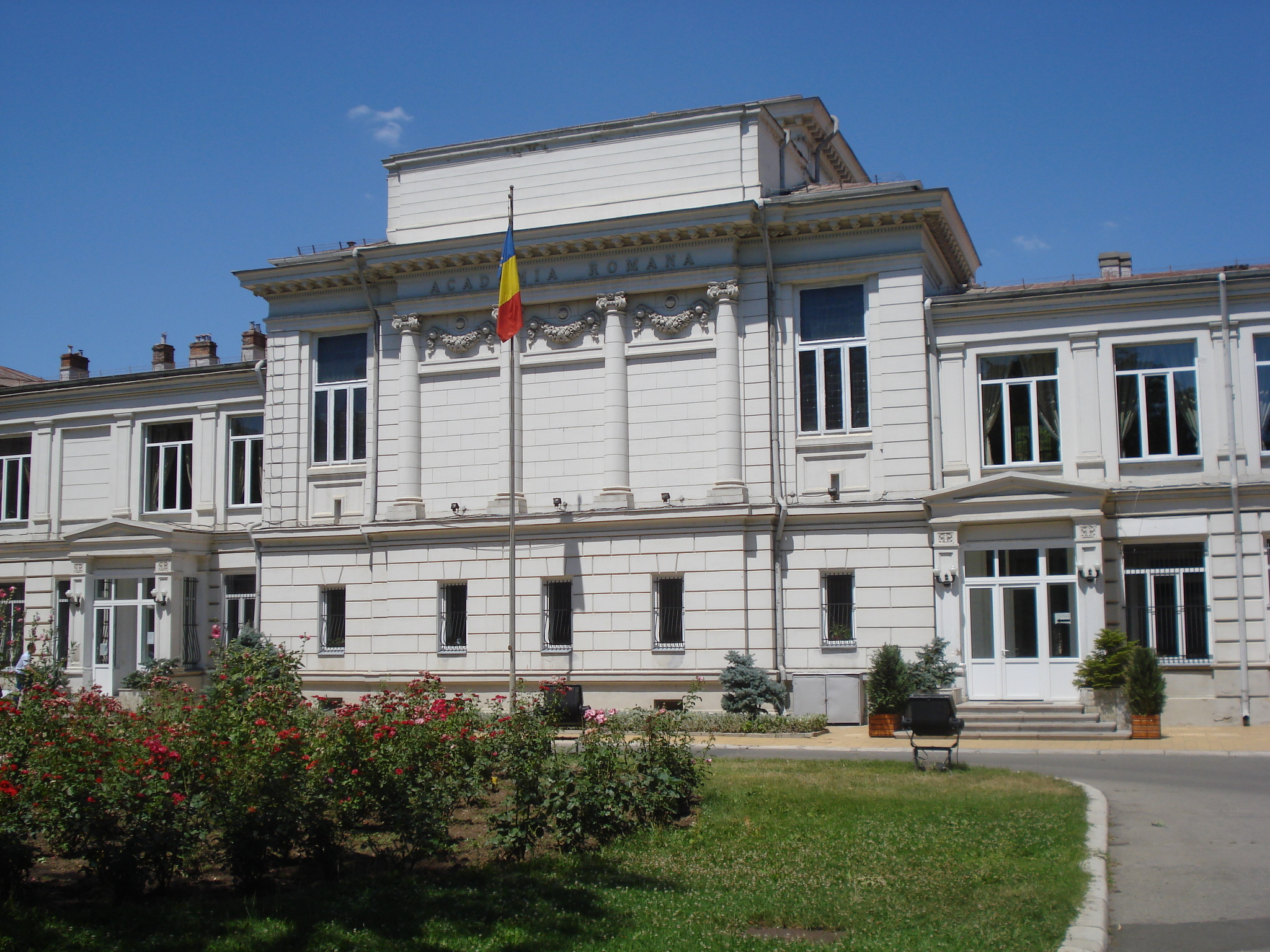
Academia Română, Bukareszt.

Academia Română (z rum. „Akademia Rumuńska”) – główna akademia naukowa Rumunii zajmująca się nauką, literaturą rumuńską, sztuką, historią Rumunii, oraz regulowaniem języka rumuńskiego. Założono ją w 1866 roku w Bukareszcie. Obecnie akademia liczy 181 członków.

## Historia
Akademia została założona 1 kwietnia 1866 z inicjatywy Constantina A. Rosetiego jako Societatea Literară Română. Założycielami byli: Vasile Alecsandri, Vincențiu Babeș, George Bariț, Ioan D. Caragiani, Timotei Cipariu, Dimitrie Cozacovici, Ambrosiu Dimitrovici, Ștefan Gonata, Alexandru Hâjdeu, Ion Heliade-Rădulescu (pierwszy przewodniczący), Iosif Hodoșiu, Alexandru Hurmuzaki, Nicolae Ionescu, August Treboniu Laurian, Titu Maiorescu, I.C. Massim, Andrei Mocioni, Gavriil Munteanu, Constantin Negruzzi, Alexandru Roman, Constantin Alexandru Rosetti, Ion G. Sbiera, Constantin Stamati, Ioan Străjescu oraz Vasile Urechea-Alexandrescu. Nazwa została zmieniona na Societatea Academică Romînă w roku 1867, a później na Academia Română w roku 1879, za panowania księcia, a (od 1881) króla Karola I, pierwszego króla niepodległej Rumunii.